# Grip
För andra betydelser, se Grip (olika betydelser).
En grip (från grekiska γρύψ (grýps), latin gryphus) är ett fabeldjur som delvis är ett lejon, delvis en fågel.  Vanligen avbildas den med ett lejons bakkropp, bakben, svans och öron och en örns (fram)kropp, (fram)ben, vingar och huvud.

## Ursprung och användning

### Bakgrund
Gripen härstammar troligen från Levanten, omkring andra årtusendet f.Kr. och den förekommer ofta i främreorientalisk och mediterran konst och ornamentur från antiken. Liksom sfinxen avbildades den vanligen i en vaksamt hopkrupen position, ofta framför ingången till tempelbyggnader och dylikt.
| Gripar i Östergötlands (t.v.) och Södermanlands (t.h.) landskapsvapen. |  | Gripar i Östergötlands (t.v.) och Södermanlands (t.h.) landskapsvapen. |
| Gripar i Östergötlands (t.v.) och Södermanlands (t.h.) landskapsvapen. |  |                                                                        |

### Antik mytologi
Enligt Herodotos skulle levande gripar ännu på dennes tid stå att finna på den skytiska stäppen och han meddelar att de är av ett lejons storlek och stora skattsamlare, även om en stam av enögda människor kallade arimaspoi då och då lyckades stjäla en del guld ifrån dem. Även geografen Pausanias och Plinius den äldre, som dock inte tror på berättelserna, förmedlar liknande beskrivningar. Gripen sades vara särskilt förtjust i hästkött.

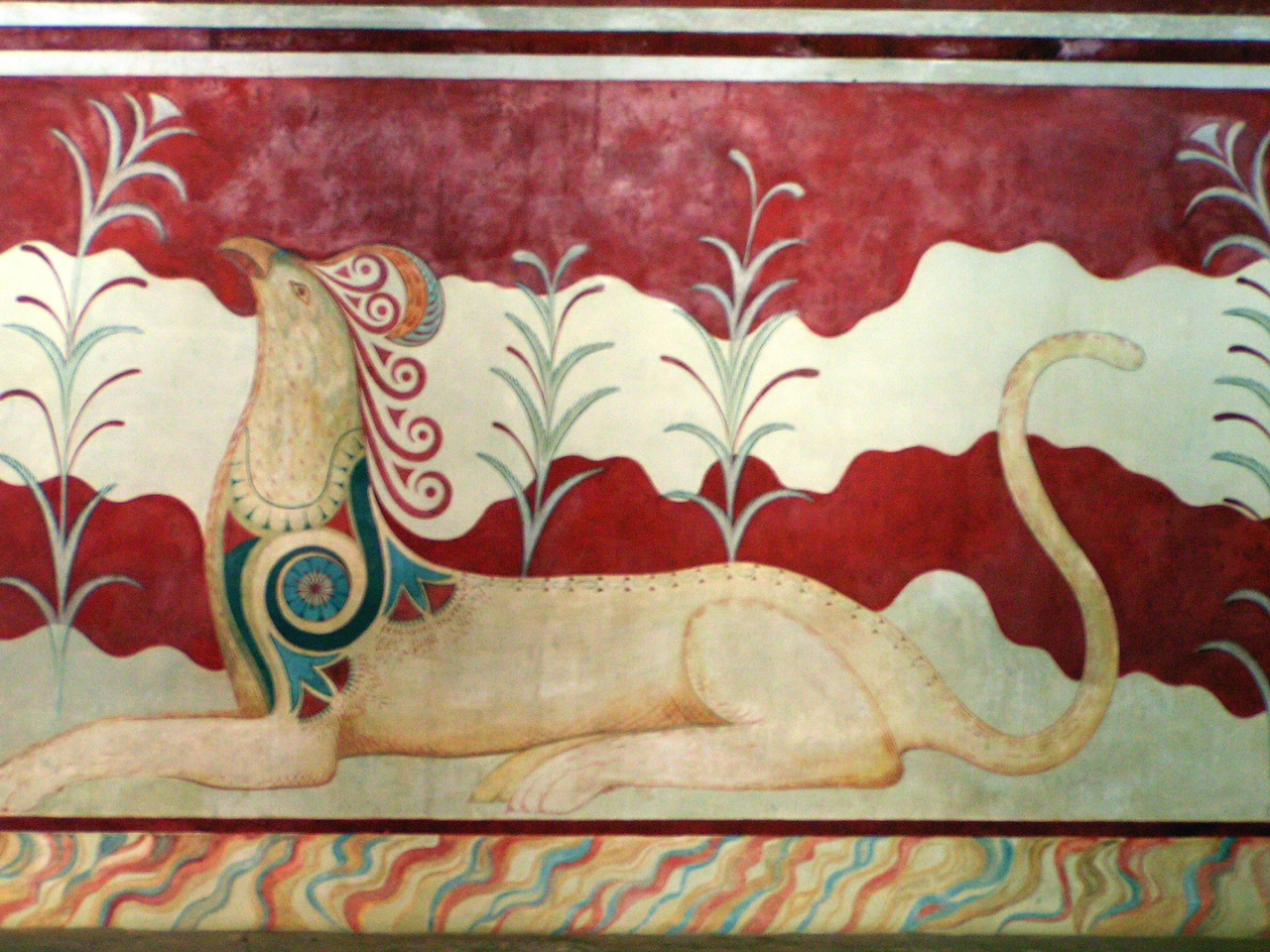
Griffin utan vingar på en fresco i tronsalen på Knossos Palats i Kreta, Grekland

I grekiska versioner av Gamla testamentet översätts hebreiskans ord för lammgam till grip. Lammgamen, som i motsats till de flesta gamar har fjädrar på hals och huvud, har även kopplats samman med myten om Prometheus.
Inom kristendomen symboliserar gripen Kristi dubbla natur som gud och som människa.

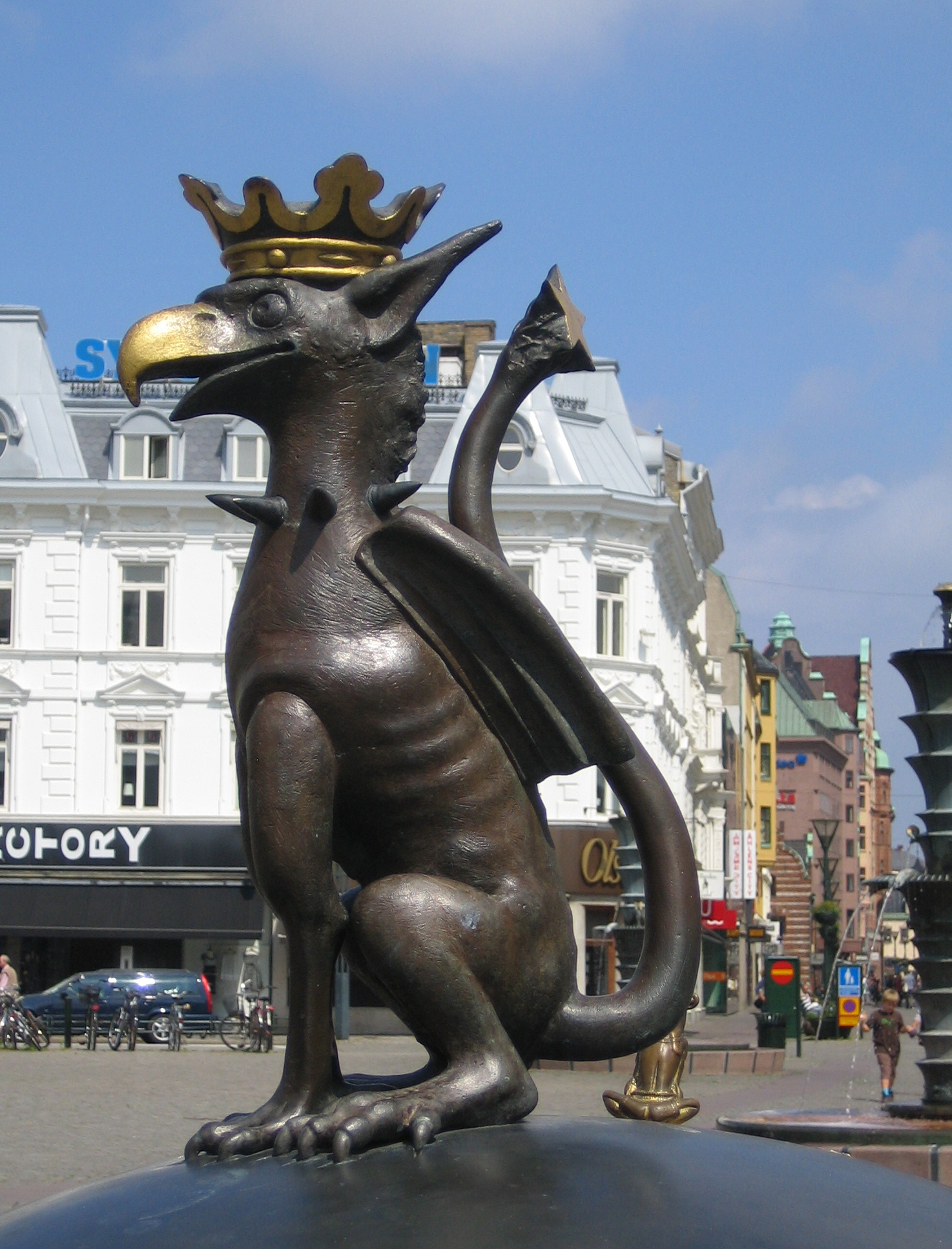
Grip på Gustav Adolfs torg i Malmö.

### Heraldik och senare användning
Sedan medeltiden har gripen framför allt förekommit inom heraldiken. Den symboliserar förutom vaksamhet även snabbhet och styrka. En grip finns i Södermanlands landskapsvapen och en variant med drakvingar i Östergötlands. Ett griphuvud återfinns i Skånes landskapsvapen samt i Malmö stadsvapen. Ett heraldiskt griphuvud skiljer sig ifrån ett heraldiskt örnhuvud genom att det förra har ett litet och spetsigt synligt öra.
Gripen har även figurerat i ett antal sagor, såsom i Der Vogel Greif av bröderna Grimm och Alice i Underlandet av Lewis Carroll. Gripen är även signaturmärket för SAAB/Scania, efter Skånes (Scania på latin) landskapsvapen. SAAB:s stridsflyg JAS 39 har också namnet Gripen. 
Skulle en grip befrukta ett sto blir avkomman en hippogriff – med andra ord en hästgrip.

## Källhänvisningar
1. ↑  W. Geoffrey Arnott (2007): "Birds in the Ancient World from A to Z", sid 90. Routledge. ISBN 0-203-94662-6 (engelska)